# Trevon Bluiett
Trevon Nykee Bluiett (Indianápolis, Indiana, 4 de noviembre de 1994) es un baloncestista estadounidense que pertenece a la plantilla del Victoria Libertas Pesaro de la Lega Basket Serie A italiana. Con 1,96 metros de estatura, juega en la posición de escolta.

## Trayectoria deportiva

### Primeros años
Su etapa de instituto transcurrió en el Park Tudor School de su ciudad natal, Indianápolis, donde promedió 35,7 puntos y 11,4 rebotes por partido como senior, acabando su cuatrienio con 2.568 puntos, récord de todos los tiempos de su escuela y el cuarto mejor de la historia del estado de Indiana.

### Universidad
Jugó cuatro temporadas con los Musketeers de la Universidad Xavier, en las que promedió 15,9 puntos, 5,5 rebotes y 2,5 asistencias por partido. En sus tres últimas temporadas fue incluido en el mejor quinteto de la Big East Conference, mientras que en su última temporada fue elegido en el segundo quinteto All-American consensuado.

#### Estadísticas
| Año     | Equipo | PJ  | PT  | MPP  | %TC  | %3P  | %TL  | RPP | APP | ROB | TPP | PPP  |
| ------- | ------ | --- | --- | ---- | ---- | ---- | ---- | --- | --- | --- | --- | ---- |
| 2014–15 | Xavier | 37  | 32  | 28.3 | .422 | .326 | .746 | 4.2 | 1.9 | 0.6 | 0.1 | 11.0 |
| 2015–16 | Xavier | 34  | 34  | 30.6 | .424 | .398 | .770 | 6.1 | 2.2 | 0.9 | 0.3 | 15.1 |
| 2016–17 | Xavier | 36  | 36  | 35.1 | .438 | .371 | .754 | 5.7 | 2.1 | 0.9 | 0.1 | 18.5 |
| 2017–18 | Xavier | 35  | 34  | 34.3 | .437 | .417 | .848 | 5.5 | 2.5 | 0.7 | 0.3 | 19.3 |
| Total   | Total  | 142 | 135 | 32.1 | .431 | .384 | .784 | 5.4 | 2.2 | 0.8 | 0.5 | 15.9 |

### Profesional
Tras no ser elegido en el Draft de la NBA de 2018, disputó con los New Orleans Pelicans las Ligas de Verano de la NBA, en las que en cuatro partidos promedió 18,2 puntos y 3,5 rebotes. El 17 de julio firmó un contrato dual con los Pelicans que le permitirá además jugar la G League.
En la temporada 2021-22, firma por el Beşiktaş Icrypex de la Basketbol Süper Ligi.
El 9 de febrero de 2022, firma por el Hamburg Towers de la BBL alemana.
El 19 de agosto de 2022 fichó por el MKS Dąbrowa Górnicza de la PLK polaca.
El 18 de julio de 2023 fichó por el Victoria Libertas Pesaro de la Lega Basket Serie A italiana.